# 13718 Welcker
13718 Welcker è un asteroide della fascia principale. Scoperto nel 1998, presenta un'orbita caratterizzata da un semiasse maggiore pari a 2,2031889 UA e da un'eccentricità di 0,1172526, inclinata di 4,94767° rispetto all'eclittica.